# Stazione meteorologica di Plateau Rosa
La stazione meteorologica di Plateau Rosa è la stazione meteorologica di riferimento per il servizio meteorologico dell'Aeronautica Militare e per l'Organizzazione Mondiale della Meteorologia, relativa all'area alpina della Valle d'Aosta. È la stazione meteorologica ufficiale della rete WMO situata alla quota più elevata dell'intero territorio nazionale italiano; i valori che vi si rilevano sono fondamentali per lo studio dei ghiacciai alpini di alta quota.

## Toponomastica
Fino al 2012, la stazione ha mantenuto il toponimo italianizzato in epoca fascista, Pian Rosà, sostituito in quest'anno per riportarlo alla sua versione originale.

## Storia
La stazione meteorologica entrò in funzione nel 1947, effettuando osservazioni sullo stato del cielo e su tutti gli altri parametri meteorologici fondamentali sia allo studio climatico dell'area che per l'assistenza alla navigazione aerea.
Tuttavia, fin dall'inizio della sua attività, l'osservatorio meteorologico venne scelto come sede di esperimenti di astrofisica, fisica dell'atmosfera e fisica dei raggi cosmici, grazie alle favorevoli condizioni dovute all'ubicazione di alta montagna, dove risulta minimo il carico di vapore acqueo.
La stazione è rimasta temporaneamente chiusa per manutenzione tra il 1987 e il 1992 e tra il 1999 e il 2004.

## Caratteristiche

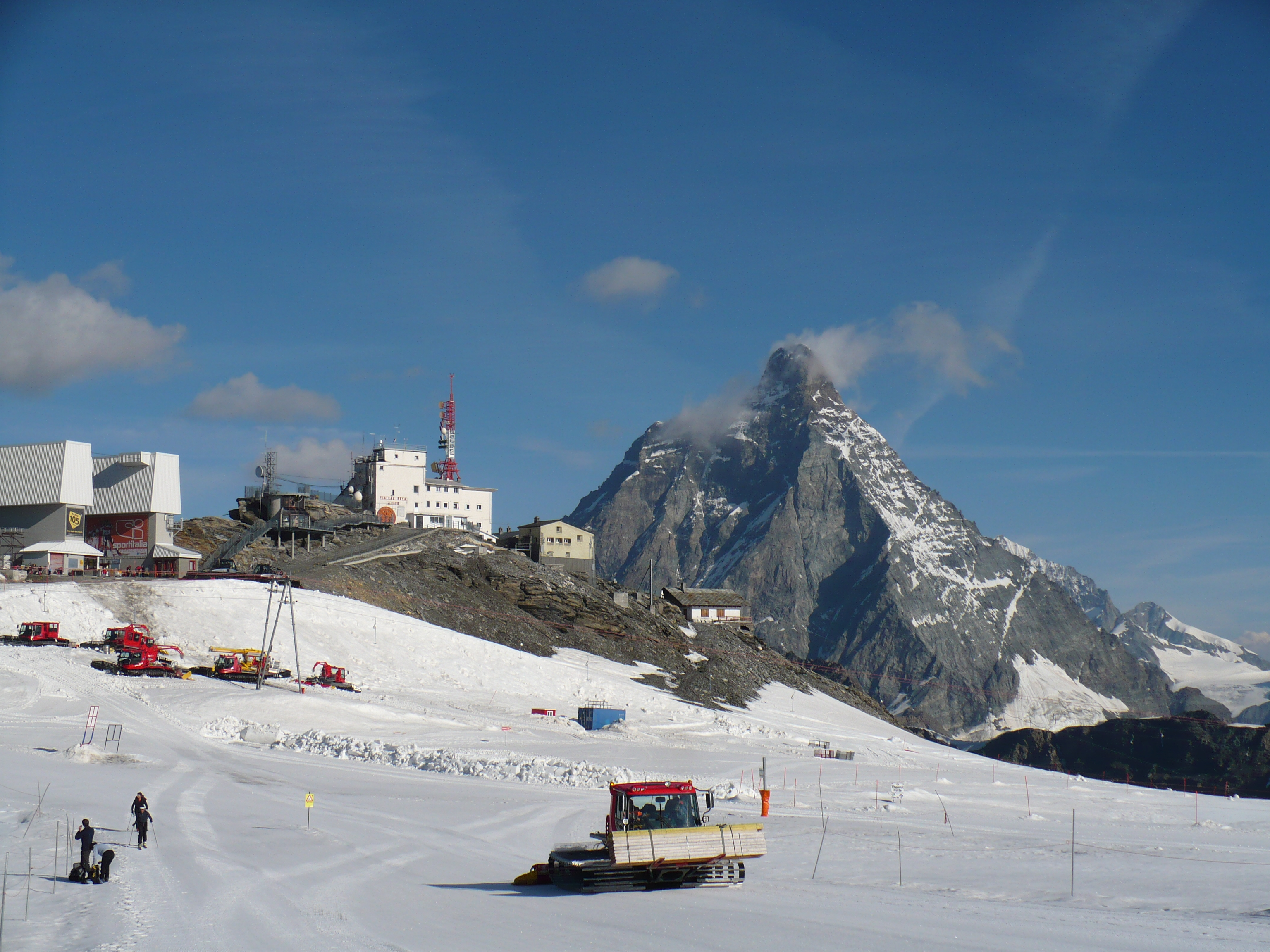
Veduta dell'area di ubicazione della stazione meteorologica

La stazione meteorologica è situata nell'Italia nord-occidentale, nella Valle d'Aosta, nel territorio comunale di Valtournenche, a 3.488 metri s.l.m. e alle coordinate geografiche 45°56′07.37″N 7°42′26.35″E. Sorge presso l'arrivo della funivia vecchia Rifugio Guide del Cervino alla Testa Grigia, punto sommitale del ghiacciaio del Plateau Rosa, al confine tra Italia e Svizzera. Nel territorio comunale di Valtournenche, sono presenti anche altre due stazioni meteorologiche di diverso gestore, nelle località Lago Goillet (2541 m slm) e Maën (1320 m slm).
Oltre alle osservazioni meteorologiche, con rilevazioni dei vari parametri a cadenza oraria, presso la sede si svolgono numerosi esperimenti di fisica, tra i quali va annoverato quello sullo studio delle proprietà ottiche di assorbimento nell'infrarosso del vapore acqueo nella banda rotazionale, con osservazioni sulla radianza spettrale emessa dall'atmosfera.

## Medie climatiche ufficiali

### Dati climatologici 1961-1990
Secondo i dati medi del trentennio 1961-1990, ancora in uso per l'Organizzazione meteorologica mondiale e definito Climate Normal (CLINO), la temperatura media del mese più freddo, febbraio, si aggira attorno sui -11,5 °C, mentre quella del mese più caldo, luglio, si attesta attorno ai +1 °C.
La nuvolosità media annua si attesta a 4,2 okta giornalieri, con minimo di 3,6 okta ad ottobre e massimo di 5,1 okta a maggio.
Le precipitazioni sono quasi sempre nevose.
L'umidità relativa media annua fa registrare il valore di 69,5% con minimo di 61% a dicembre e massimo di 78% a maggio.
L'eliofania assoluta media annua si attesta a 5,8 ore giornaliere, con massimo di 8 ore giornaliere a luglio e minimo di 3,9 ore giornaliere a dicembre.
| Plateau Rosa (1961-1990)                             | Mesi  | Mesi  | Mesi  | Mesi  | Mesi  | Mesi  | Mesi  | Mesi  | Mesi  | Mesi  | Mesi  | Mesi  | Stagioni | Stagioni | Stagioni | Stagioni | Anno   |
| Plateau Rosa (1961-1990)                             | Gen   | Feb   | Mar   | Apr   | Mag   | Giu   | Lug   | Ago   | Set   | Ott   | Nov   | Dic   | Inv      | Pri      | Est      | Aut      | Anno   |
| ---------------------------------------------------- | ----- | ----- | ----- | ----- | ----- | ----- | ----- | ----- | ----- | ----- | ----- | ----- | -------- | -------- | -------- | -------- | ------ |
| T. max. media (°C)                                   | −8,2  | −8,1  | −8,0  | −5,5  | −1,5  | 1,2   | 3,6   | 3,3   | 1,5   | −1,4  | −4,9  | −7,0  | −7,8     | −5,0     | 2,7      | −1,6     | −2,9   |
| T. min. media (°C)                                   | −14,2 | −14,6 | −13,8 | −11,8 | −7,5  | −4,3  | −1,6  | −1,6  | −3,1  | −5,6  | −10,5 | −13,0 | −13,9    | −11,0    | −2,5     | −6,4     | −8,5   |
| Nuvolosità (okta al giorno)                          | 3,9   | 4,1   | 4,2   | 4,7   | 5,1   | 4,9   | 4,1   | 4,3   | 3,8   | 3,6   | 3,8   | 3,7   | 3,9      | 4,7      | 4,4      | 3,7      | 4,2    |
| Umidità relativa media (%)                           | 65    | 66    | 72    | 76    | 78    | 74    | 71    | 73    | 70    | 65    | 63    | 61    | 64       | 75,3     | 72,7     | 66       | 69,5   |
| Eliofania assoluta (ore al giorno)                   | 4,0   | 5,1   | 5,6   | 6,4   | 6,3   | 7,2   | 8,0   | 6,8   | 6,5   | 5,8   | 4,3   | 3,9   | 4,3      | 6,1      | 7,3      | 5,5      | 5,8    |
| Radiazione solare globale media (centesimi di MJ/m²) | 753   | 1 235 | 1 822 | 2 454 | 2 699 | 2 839 | 2 675 | 2 292 | 1 863 | 1 335 | 828   | 650   | 2 638    | 6 975    | 7 806    | 4 026    | 21 445 |

## Valori estremi

### Temperature estreme mensili dal 1951 ad oggi
Nella tabella sottostante sono riportate le temperature massime e minime assolute mensili, stagionali ed annuali dal 1952 ad oggi, con il relativo anno in cui queste sono state registrate. La massima assoluta del periodo esaminato di +14,2 °C è del luglio 1952, mentre la minima assoluta di -34,6 °C risale al marzo 1971.
| Plateau Rosa (1951-2023) | Mesi         | Mesi         | Mesi         | Mesi         | Mesi         | Mesi         | Mesi         | Mesi         | Mesi         | Mesi         | Mesi         | Mesi         | Stagioni | Stagioni | Stagioni | Stagioni | Anno  |
| Plateau Rosa (1951-2023) | Gen          | Feb          | Mar          | Apr          | Mag          | Giu          | Lug          | Ago          | Set          | Ott          | Nov          | Dic          | Inv      | Pri      | Est      | Aut      | Anno  |
| ------------------------ | ------------ | ------------ | ------------ | ------------ | ------------ | ------------ | ------------ | ------------ | ------------ | ------------ | ------------ | ------------ | -------- | -------- | -------- | -------- | ----- |
| T. max. assoluta (°C)    | 4,0 (1999)   | 5,8 (1998)   | 6,3 (1990)   | 8,2 (1987)   | 11,4 (2009)  | 12,6 (2011)  | 14,2 (1952)  | 14,0 (1998)  | 11,0 (2006)  | 7,9 (2022)   | 5,5 (2022)   | 2,4 (1993)   | 5,8      | 11,4     | 14,2     | 11,0     | 14,2  |
| T. min. assoluta (°C)    | −30,4 (1962) | −34,0 (1956) | −34,6 (1971) | −27,6 (1956) | −22,4 (1957) | −16,6 (1953) | −13,0 (1954) | −12,7 (1972) | −15,8 (2007) | −20,2 (1992) | −29,1 (1988) | −28,5 (2001) | −34,0    | −34,6    | −16,6    | −29,1    | −34,6 |